# Pobjoy R
Pobjoy R  — британский поршневой 7-цилиндровый звездообразный авиадвигатель воздушного охлаждения, разработанный компанией Pobjoy Airmotors. Производился с 1926 года. Наличие редуктора (0,47:1) позволяло достигать более приемлемой для малых и лёгких летательных аппаратах, на которых он преимущественно использовался, скорости оборотов винта.
В Чехословакии с 1933 года выпускался по лицензии компанией Walter Aircraft Engines под маркой Walter Mira-R.

## Применение

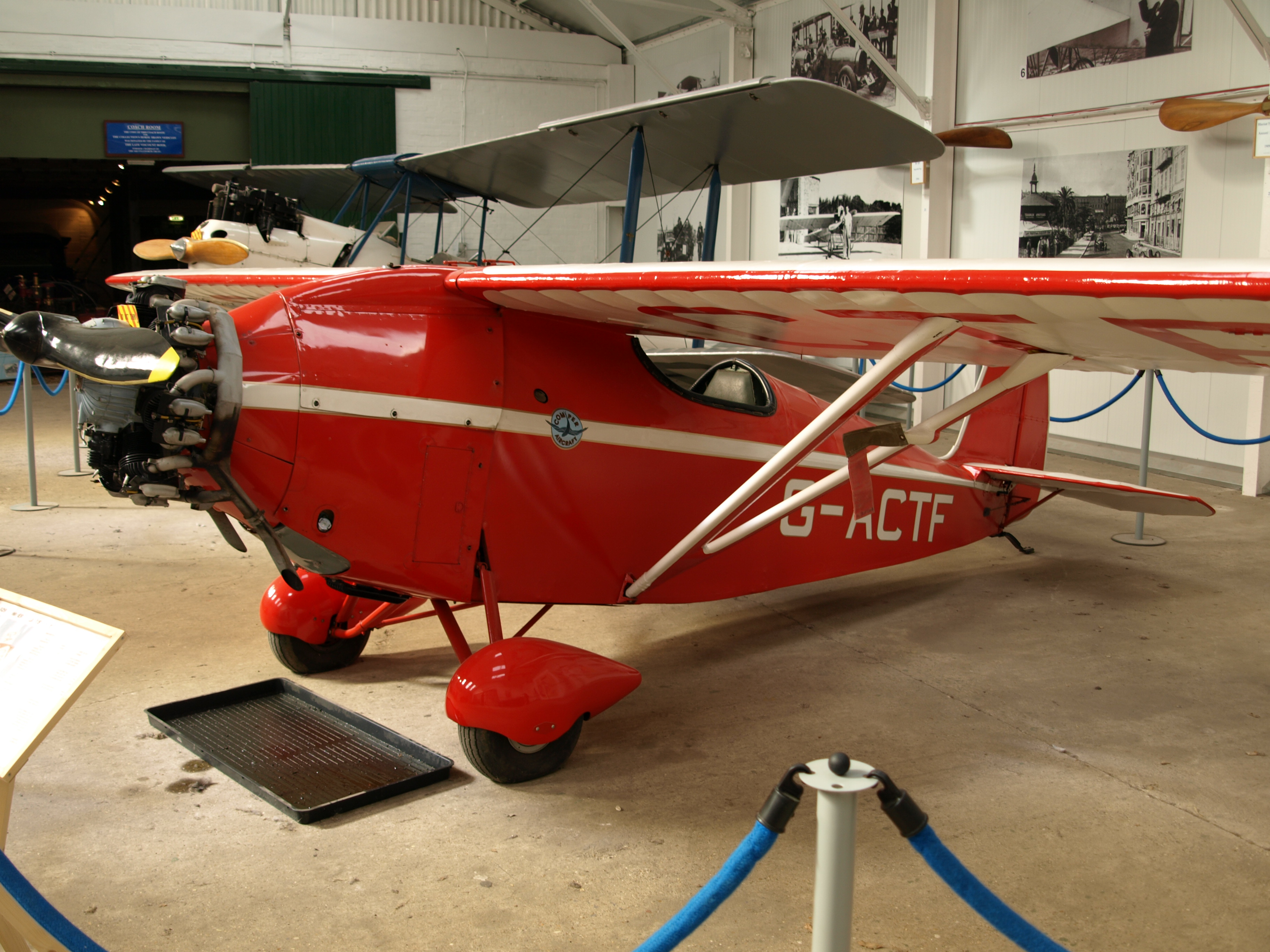
Двигатель Pobjoy R на самолёте Comper Swift из Собрания Шаттлуорта.

Великобритания
- British Aircraft Swallow
- Comper Kite
- Comper Swift
- Cosmopolitan Light Plane
- General Aircraft Monospar
- Hendy Hobo
- Kay Gyroplane
- Miles Satyr
- Short Scion
- Short Scion Senior
- Spartan Clipper

 Чехословакия
- Letov Š-139
- Praga E.214
- Přikryl-Blecha PB-5 Racek

 Франция
- Couzinet 101
- Farman F.239
- Fauvel AV.10
- Mauboussin M.121P Corsaire Major

 Нидерланды
- Pander Multipro

 Германия
- Fieseler F 3 Wespe
- Lippisch Delta IV

 Италия
- Nuvoli N.5
- Savoia-Marchetti SM.80bis

 США
- Landgraf H-2
- Nicholas-Beazley Pobjoy Special

 Япония
- Nozawa X-I

## Сохранившиеся двигатели
Один двигатель Pobjoy R находится в экспозиции Собрания Шаттлуорта (Олд Уорден, Бедфордшир).
Ещё два подобных двигателя (один из них установлен на остатках самолёта Comper Swift (R222 / LV-FBA)) предполагалось выставить в аргентинском Национальном музее авиации.